# Blech & Co.
Blech & Co. ist eine 1990 gegründete deutsche Blaskapelle. Sie besteht aus 22 Musikern, die vor allem böhmische, moderne und Musical-basierte Blasmusik spielen.

## Geschichte
Seit 2023 leitet Michael Schiegg Blech & Co., zudem komponiert und arrangiert er – wie auch der ehemalige musikalische Leiter Toni Müller und Franz-Xaver Holzhauser – für die Kapelle. Im Programm stehen auch virtuose solistische Einlagen aller Register. Die Blaskapelle wird ergänzt durch das Gesangstrio.
Blech & Co. errang 2008 die deutsche Meisterschaft in der böhmischen und mährischen Blasmusik und 2013 den Europameistertitel in der Oberstufe. Die Kapelle konnte die Jury überzeugen und erreichte mit 92,3 Punkten die beste Wertung. 2017 wurde sie Vize-Europameister.
Im Jahr 2022 gewann Blech & Co. das Finale des Grand Prix der Blasmusik.

## Diskographie
- 1998: Aus Freude zur Musik
- 2001: Gut drauf
- 2003: Sehnsucht nach Dir
- 2005: Ein Festtag der Blasmusik
- 2009: Wir sind wieder da
- 2013: Alles
- 2015: Jubiläumsfreude
- 2021: Live
- 2023: Mindelzell 2023 Live (nur Streaming)